# Літопис природи
Літопис природи — основний науковий документ заповідника, в якому сконцентровані основні результати спостережень за природними процесами і явищами.
Літопис природи — це документ, в якому фіксуються спостереження за динамікою різних природних явищ, а також самостійна програма наукових досліджень, в завдання якої входить не тільки збір і реєстрація фактичних даних, але й аналіз отриманих результатів, з'ясування закономірностей спостережуваних природних процесів і причин, що їх викликають, а також прогнозування їх подальшого розвитку.
Літопис природи складається на основі первинних спостережень, в зборі яких беруть участь не тільки наукові, але й науково-технічні співробітники, а також інспектори з охорони природи, які проводять спостереження за скороченою і спрощеною програмою, а також ті, хто працює тимчасово на його території (співробітники інших науково-дослідних установ, аспіранти, студенти). Літопис акумулює в собі всю інформацію про поточний стан  екосистем та їх компонентів.
Основні принципи наукових досліджень у заповідниках — цілорічність, тривалість, безперервність і комплексність робіт, що проводяться на одних і тих же ділянках, не порушених або слабо порушених діяльністю людини. Основоположником Літопису природи — документа, що визначає характер наукової діяльності заповідників — є професор Г. О. Кожевніков. В Україні роботи із Літопису природи проводяться відповідно до «Програми Літопису природи для заповідників та національних природних парків України» (2002) під загальною редакцією Т. Л. Андрієнко. З окремих розділів використовуються методичні рекомендації, що містяться в роботі Л. П. Філонова, Ю. Д. Нухімовської «Летопись природы в заповедниках СССР» (1985).
Нагромаджуваний фактичний матеріал повинен відповідати наступним вимогам: 1) бути достовірним, 2) масовим (виняток можуть становити дані по рідкісних і зникаючих видах), 3) репрезентативним, 4) зберігати багаторічну спадкоємність, тобто спостереження за обраними об'єктами (явищами) повинні проводитися протягом невизначено тривалого часу.

## Організація роботи та ведення Літопису природи
У заповіднику використовують методи збору первинного матеріалу, що не порушують або мінімально порушують природу, але в той же час дозволяють отримати надійні дані. Основна інформація подається головним чином у вигляді фактів, таблиць та коментарів до них. Спостережені явища ілюструють малюнками, картосхемами, графіками. Кожен том Літопису складають у 4-х примірниках.

## Основні розділи Літопису природи

### 1. Загальні відомості
У розділі наводяться відомості про зміну розмірів і меж території, квартальної мережі заповідника, організації охоронної зони, будівлі та інші об'єкти інфраструктури, деякі інші відомості.

### 2. Наукові полігони
Щорічно описують пробні та облікові площі, ключові ділянки, постійні (тимчасові) маршрути. Наводяться відомості про закладені стаціонари і зміни в їх мережі, дають їх опис та ін.

### 3. Абіотичне середовище

#### 3.1 Рельєф
Тут реєструють як мінімум добре помітні зміни: зсуви, обвали, розвиток ярів тощо Більш детальні і поглиблені дослідження рельєфу не проводяться через відсутність відповідних фахівців.

#### 3.2.Ґрунти
Глава заповнюється періодично, у міру надходження відповідних матеріалів від сторонніх дослідників, адже в штатах заповідників власний ґрунтознавець, як правило, не передбачається.

#### 3.3.Клімат
Розділ пишуть на основі даних власних метеостанцій. У програму входить облік температури повітря (термінова, мінімальна, максимальна), кількість опадів, що випали, відносна вологість повітря, атмосферні явища, висота сніжного покриву і ступінь покриття околиць снігом, динаміка загальної хмарності і вітрового режиму і т. д., що важливо для складання календаря природи (розділ «Календар природи»), а також аномальні явища. Метеорологічні показники групують так, щоб дати характеристику кожного місяця і кожного його дня. Описують погоду за природними сезонами року.

#### 3.4.Гідрологія
Тут наводять відомості про динаміку рівня вод (ґрунтових і поверхневих) — природну сезонну, а також зумовлену стихійними явищами або діяльністю людини. Щорічно спостерігають терміни настання елементарних сезонних гідрологічних явищ (перші забереги, перший льодостав, перші ополонки, тривалість періоду вільного від льоду та ін.).

### 4.Рослинний світ
У розділі реєструють всі періодичні і неперіодичні зміни, що відбуваються у флорі і рослинності заповідника, а в рік закінчення інвентаризаційних робіт доповідають їх основні результати.

#### 4.1.Флора
Вказують нові види і нові місця проживання раніше відомих видів, дають інформацію про рідкісні і зникаючі види, в першу чергу включені до  Червоної книги України,  Європейського червоного списку,  Бернської конвенції.

#### 4.2.Рослинність
Характеризують сезонну динаміку рослинних  угруповань (фенологія, динаміка наростання надземної маси трав'яних угруповань), річну (флуктуації складу і структури, продуктивність надземної частини трав'яних угруповань, продуктивність плодоношення деревних рослин, грибів). Відображають випадки сильного або істотного відхилення від норми в житті окремих видів і угруповань (наприклад, в результаті посух, вітровалів, масового поширення хвороб і пошкодження безхребетними і хребетними тваринами тощо).
Фіксують також незвичайні явища в житті рослин і фітоценозів.
Відображають випадки масового або помітного відхилення від норми в житті окремих видів, особливо домінантів: хвороби, пошкодження тваринами, загибель через стихійні явища тощо

### 5.Тваринний світ

#### 5.1.Інвентаризаціяфауни
Включає результати поточної інвентаризації тваринного світу.

#### 5.2. Чисельність фонових видів тварин
Кількісний облік тварин — важливий захід, що дозволяє накопичити дані по динаміці чисельності окремих видів різних систематичних груп. Проводитися по окремих групах: ссавцях, птахах, земноводних і гадах, в останні роки — по окремих видах комах.

#### 5.3.Екологічний моніторингфонових і рідкісних видів тварин
Відомості, що наводяться в цьому розділі, необхідні для пояснення причин зміни чисельності та прогнозування стану  популяцій. Повідомляють про біотопічне розміщення, сезонність харчування, структуру популяції, плодючість і виживання потомства, смертність, сезонність життя, поведінку тварин.

### 7. Календар природи
Періодизація річного колообігу природи — інтегруюча частина Літопису природи, яка, вбираючи в себе матеріали попередніх розділів, об'єднує їх таким чином, щоб відобразити характерні біокліматичні риси даного року і його сезонів.

### 8.Антропогенний вплив
Вплив  антропогенних факторів на природу заповідника та охоронну зону. Викладають відомості щодо прямого і непрямого зовнішнього впливу на природу заповідника, про заповідно-режимні заходи та користування природними ресурсами.

### 9. Аналіз результатів і перспективи наукових досліджень
У цьому розділі коротко описують основні результати досліджень по головних напрямках, узагальнюються результати і робиться короткий висновок про основні наукові досягнення. Викладаються результати досліджень за темою Літопису природи і спеціальними науковими темами. Наводиться перелік наукових співробітників, які брали участь у виконанні робіт. Зазначається перелік наукових експедицій, які відвідали заповідну територію, прізвище керівника, терміни і тривалість досліджень. Наводиться список робіт, в яких використані матеріали, отримані на заповідних територіях та ін. відомості.

## Ресурси Інтернету
- The Russian Chronicles of Nature (Letopis prirody)
- Летопись природы Луганского природного заповедника
- Луговой А. Е. и др. О региональном подходе к Летописи природы